# The Finals
The Finals, estilizado en mayúsculas como THE FINALS, es un videojuego de disparos en primera persona free-to-play, desarrollado y publicado por Embark Studios, filial de Nexon. El juego se centra en partidas por equipos en mapas con un entorno destructible, donde se anima a los jugadores a utilizar el entorno dinámico a su favor.

## Jugabilidad
The Finals giran en torno a personas que compiten en un programa de juegos de combate virtual televisado. Esto se refleja en las multitudes holográficas que se ven durante el juego, así como en los comentarios proporcionados por el juego en forma de varios presentadores que hacen observaciones sobre el estado de un equipo determinado o del juego en sí. El desarrollador Embark Studios ha declarado que el juego está inspirado en parte en Los juegos del hambre, Team Fortress 2 y Gladiator (2000).
Todos los modos de juego cuentan con 3 o 4 equipos, cada uno compitiendo entre sí en una competición «todos contra todos». Los jugadores eligen sus personajes basándose en una escala «ligero», «medio» y «pesado», y el modelo del personaje cambia para reflejar eso. Ciertas armas, movimientos y características son específicos de cada clase y cada clase tiene una velocidad de movimiento diferente. Las construcciones ligeras son más rápidas y más pequeñas, pero se ven debilitadas por una cantidad de salud mucho menor. Las construcciones medianas son una clase de soldado tradicional, con velocidad, tamaño y durabilidad promedio, mientras que las construcciones pesadas son la clase más duradera, pero tienen una maniobrabilidad limitada.
Cada clase tiene acceso a diferentes equipos y habilidades, lo que equilibra el juego. La clase Luz recibe una gran cantidad de habilidades relacionadas con la velocidad y el movimiento, como el gancho de agarre o el tablero evasivo. También tienen herramientas para evadir y esconderse, lo que los convierte en una opción viable a pesar de su baja salud. La clase Pesada recibe poderosas herramientas destructivas, como el RPG y el C4, así como medidas de protección como el escudo Mesh y Dome. La clase Mediana presenta varios elementos de «apoyo», incluida la capacidad de curar a los compañeros de equipo, revivirlos instantáneamente y colocar torretas.
La mecánica del juego fomenta una jugabilidad emergente gracias a las numerosas variables gratuitas presentes. Estos incluyen el terreno altamente modificable por el jugador (tanto destrucción como construcción limitada), condiciones climáticas variadas y horas del día (que cambian entre partidas) y composiciones de los equipos. Las arenas contienen elementos que están suspendidos de cuerdas, así como elementos en el suelo que los jugadores pueden recoger y arrojar, como barriles y macetas. Algunos de ellos son explosivos, lo que significa que explotarán al impactar. Edificios enteros son potencialmente destructibles si se apuntan a los soportes correctos. El juego permite una construcción limitada, aunque esto toma la forma de estructuras temporales (como barreras detrás de las cuales el jugador puede refugiarse), así como mediante el uso de «Goo Gun» y «Goo Grenade», que crean un sólido, Aunque es una barrera destructible, que tiene la apariencia de un aislamiento de espuma.
Los jugadores que mueren se convierten en estatuas que sus compañeros de equipo pueden llevar y usar para revivirlos. Si el compañero que resucita tiene un desfibrilador, el proceso es casi instantáneo; de lo contrario, tarda aproximadamente cinco segundos. Si transcurre suficiente tiempo, un jugador puede optar por reaparecer, aunque esto consume la llamada «moneda de reaparición». En los juegos rápidos, los jugadores pueden reaparecer un número ilimitado de veces, mientras que en los modos de juego torneo, los jugadores tienen una cantidad limitada de monedas de reaparición.

## Modos de juego

### Retiro
En el modo básico (denominado «Retiro de efectivo»), 3 equipos cada uno con 3 jugadores compiten «1v1v1» para completar objetivos que consisten en abrir bóvedas y transportarlas a una ubicación de «retiro de efectivo». En el lugar de retiro de efectivo, los jugadores deben defender el punto hasta que expire el cronómetro. Otros equipos pueden «robar» el retiro en curso, reclamando la propiedad del punto y el pago potencial de $10,000. Algunos aspectos de estos objetivos se inspiran en los tipos de juegos tradicionales de capturar la bandera y el rey de la colina, lo que requiere que los equipos tengan control del área para realizar la acción deseada. El ganador final de la ronda es el primer equipo que complete con éxito 2 retiros ($20,000). Otras métricas basadas en muertes, asistencias, muertes y objetivos se rastrean y se muestran a los jugadores al final del juego. Los jugadores ganan moneda del juego, conocida como Multibucks, al eliminar jugadores, completar objetivos y otras maniobras de combate.

### Banco
Un segundo modo de juego, Banco, se centra más en el combate jugador contra jugador y al juego individual. Esparcidos por el mapa hay varios depósitos llenos de monedas, por las que 4 equipos de tres compiten para recolectar, 3v3v3v3. Los jugadores guardan la moneda en su persona, pero la pierden al morir. Además, cada vez que un jugador es eliminado, arroja moneda adicional, incluso si no tuviera ninguna de otra manera. Esta moneda se puede entregar en ubicaciones temporales que aparecen en el mapa periódicamente, lo que obliga a los equipos a congregarse ocasionalmente en el mismo lugar para «guardar» sus monedas. El primer equipo que deposite 40.000 dólares en moneda gana.

#### Banco en solitario
Banco en solitario también tenía un modo «solo», donde 12 jugadores completan individualmente en un formato todos contra todos, en lugar de en equipos.

### Torneos
Los torneos presentan una versión modificada del modo de juego retiro, que se desarrolla en rondas consecutivas con un grupo de 8 equipos. En lugar de competir para ser el primer equipo en completar 2 retiros ($20,000), las rondas del torneo están cronometradas y los equipos compiten para tener la mayor cantidad de dinero antes de que se acabe el tiempo. A diferencia de la versión de juego rápido de retiro, cada bóveda consecutiva contiene más dinero que la anterior y los equipos pierden el 30% de su dinero total si todos los miembros del equipo mueren en algún momento. A diferencia de los modos de juego rápido que tienen reapariciones ilimitadas, los jugadores en los Torneos tienen cada uno un número limitado de créditos de reaparición, lo que les obliga a jugar de manera más conservadora y concentrarse más en revivir manualmente a sus compañeros de equipo. En las primeras rondas, 4 equipos compiten en cada juego y los 2 mejores equipos avanzan. En la ronda final, los 2 mejores equipos se enfrentan cara a cara para determinar un ganador. Hay un total de 3 rondas en Torneos.

### Torneos clasificados
Los torneos clasificados ofrecen una ruta de progresión adicional para los jugadores en el formato de torneo, permitiéndoles ascender en la tabla de clasificación y alcanzar una clasificación relativa cada vez más alta. Los torneos clasificados comienzan con un campo de 16 equipos y tienen un total de 4 rondas.